# HD 208500
HD 208500，又名CP-78 1430，SAO 257990、HR 8370，是一颗恒星，视星等为6.41，位于銀經313.17，銀緯-35.87，其B1900.0坐标为赤經21h 51m 26s，赤緯-78° -35.87′ 26″。